# Jevgenij Šuklin
Jevgenij Šuklin, talvolta indicato come Jevgenijus Šuklinas (in russo Евгений Тимофеевич Шуклин?; Glazov, 23 novembre 1985), è un canoista lituano di origini russe.

## Biografia
Ha gareggiato a partire dal 2003 a livello internazionale vincendo il primo mondiali juniores di specialità a Komatsu. Ha gareggiato in numerosi competizioni mondiali ed europei e ai Giochi olimpici di Londra 2012 vincendo la medaglia d'argento, alle spalle dell'ucraino Jurij Čeban. Nel 2014 gli è stato conferito il premio lituano come Sportivo dell'anno.

## Palmarès
| Anno | Manifestazione    | Sede             | Evento   | Risultato | Prestazione | Note |
| ---- | ----------------- | ---------------- | -------- | --------- | ----------- | ---- |
| 2003 | Mondiali juniores | Komatsu          | C-1 200m | Oro       | -           |      |
| 2006 | Mondiali          | Seghedino        | C-1 200m | Bronzo    | 40"441      |      |
| 2006 | Europei           | Račice           | C-1 200m | Bronzo    | 39"543      |      |
| 2007 | Mondiali          | Duisburg         | C-1 200m | Bronzo    | 40"539      |      |
| 2007 | Europei           | Pontevedra       | C-1 200m | Oro       | 41"969      |      |
| 2009 | Mondiali          | Dartmouth        | C-1 200m | Bronzo    | 39"978      |      |
| 2009 | Europei           | Brandeburgo      | C-1 200m | Bronzo    | 40"338      |      |
| 2009 | Europei           | Brandeburgo      | C-1 500m | Argento   | 1'50"466    |      |
| 2010 | Europei           | Trasona          | C-1 200m | Oro       | 40"031      |      |
| 2012 | Giochi olimpici   | Londra           | C-1 200m | Argento   | 42"792      |      |
| 2012 | Europei           | Zagabria         | C-1 200m | Bronzo    | 39"060      |      |
| 2013 | Europei           | Montemor-o-Velho | C-1 200m | Oro       | 41"676      |      |
| 2013 | Universiade       | Kazan'           | C-1 200m | Oro       | 38"950      |      |
| 2013 | Universiade       | Kazan'           | C-1 500m | Oro       | -           |      |
| 2014 | Mondiali          | Mosca            | C-1 200m | Bronzo    | 38"423      |      |